# Provision
Provision è il terzo album del gruppo musicale gallese Scritti Politti, pubblicato nel giugno 1988 dalla Warner Bros. Records.
Nell'album compaiono ospiti d'eccezione, come Miles Davis alla tromba, Marcus Miller al basso, presente anche nell'album precedente, Cupid & Psyche 85 del 1985 e Chris Botti ai fiati.

## Tracce
1. Boom! There She Was (David Gamson, Green Gartside) – 4:59
2. Overnite (Gamson, Gartside) – 4:44
3. First Boy in This Town (Lovesick) (Gamson, Gartside) – 4:22
4. All That We Are (Gamson, Gartside) – 3:31
5. Best Thing Ever (Gamson, Gartside) – 3:51
6. Oh Patti (Don't Feel Sorry for Loverboy) (Gamson, Gartside) – 4:21
7. Bam Salute (Gamson, Gartside) – 4:33
8. Sugar and Spice (Gamson, Gartside) – 4:11
9. Philosophy Now (Gamson, Gartside) – 4:53
10. Oh Patti (Don't Feel Sorry for Loverboy) (extended version) (Gamson, Gartside) – 6:32 (solo CD e musicassetta)
11. Boom! There She Was (dub version) (Gamson, Gartside) – 7:14 (solo CD e musicassetta)

## Musicisti
- Green Gartside – voce
- David Gamson – tastiere
- Miles Davis – tromba
- Jason Miles – tastiere
- Nick Moroch – chitarra
- Dann Huff – chitarra
- John Mahoney – synclavier
- Raymond Niznik – synclavier
- Marcus Miller – basso
- Fred Maher – batteria
- Bashiri Johnson – percussioni
- Roger Troutman – voice box
- Chris Botti – fiati
- Joe Mennonna – fiati
- Kent Smith – fiati
- Andy Snitzer – fiati
- Mitch Corn – fiati